# Onlinespel
Ett onlinespel är ett datorspel som spelas över internet, även över ett nätverk så kallat LAN (local area network) och med flera personer, och är inte kopplad till någon speciell genre. Onlinespel kan vara allt från textspel till avancerade flerspelarrollspel och spelas i webbläsaren eller installeras som särskilt program.
Många onlinespel, som exempelvis World of Warcraft och Final Fantasy XI, måste man betala en månadsavgift för att kunna spela. Andra spel, såsom Guild Wars, är månadsavgiftsfria. Många andra förlitar sig på inkomst från reklam eller att spelare köper varor eller tjänster i spelet för riktiga pengar. I Tibia och Runescape kan man till exempel betala för att bli fullvärdig medlem, och då få tillgång till mer av spelet. I spel som Fortnite så tjänar de intäkter via så kallade mikrotransaktioner vilket kan vara skins till vapen eller nya kläder till karaktärer, medan spelet i sig är gratis.

## Tidiga onlinespel
Ett tidigt onlinespel var Maze War, tillsammans med traditionella brädspel som schack och othello.
Eftersom internetuppkoppling var dyr förr, var det vanligt att spelinformation mellan spelare skickades via e-mail, så att man inte var tvungen att vara vid datorn samtidigt som sin med- eller motspelare.
I och med internets framfart under 1990-talet möjliggjordes det för användaren att spela sina spel i onlinelägen. Flerspelarspel blev naturligt och ur detta utvecklades en rad olika spellägen, såsom Capture the flag och Deathmatch. Quake är ett datorspel som gjorde flerspelarläge och online-spel känt i slutet av 90-talet. Counter-strike är ett annat spel som revolutionerade online-spelandet, och är ännu i dag ett av världens mest populära FPS-spel.

## Olika typer av onlinespel
Det finns många spel som är vanliga som onlinespel, några genrer är FPS, RTS och MMORPG.

## Webbläsarspel
Adobe Flash är ett populärt verktyg för att konstruera webbläsarbaserade spel. Javascript och HTML är också kodningsspråk som används frekvent inom webbläsarspel.

## Hantering av onlinespel
Onlinespelare måste godkänna licensavtalet för slutanvändare (EULA) när de först installerar en spelapp eller uppdatering. Ett EULA är ett juridiskt avtal mellan en tillverkare eller distributör och slutanvändaren av en applikation eller programvara som ska förhindra att programmet kopieras, distribueras eller hackas in i. Konsekvenserna av avtalsbrott varierar från avtal till avtal. Spelare kan få varningar om uppsägning eller direkt uppsägning utan varning. I den tredimensionella uppslukande världen Second Life, där avtalsbrott kommer att leda till varningar, avstängning och uppsägning av spelaren beroende på förseelsen.
När onlinespel har stöd för chatt i spelet är det inte ovanligt med hatpropaganda, sexuella trakasserier och cybermobbning. Spelare, utvecklare, spelföretag och professionella observatörer diskuterar och utvecklar verktyg som motverkar antisocialt beteende. Ibland finns det också moderatorer som försöker förhindra antisocialt beteende. Det är viktigt att vidta försiktighetsåtgärder och bara välja betrodda tjänster som samarbetar med ledande utvecklare och garanterar säkerhet. Allt eftersom onlinespel ofta innebär olagligt beteende i verkliga livet, till exempel bedrägeri, ekonomiska brott, intrång i privatlivet och andra problem.
Den senaste utvecklingen inom spelhantering kräver att alla videospel (inklusive onlinespel) har en klassificeringsetikett. Det frivilliga klassificeringssystemet skapades av Entertainment Software Rating Board (ESRB).

## Statistik

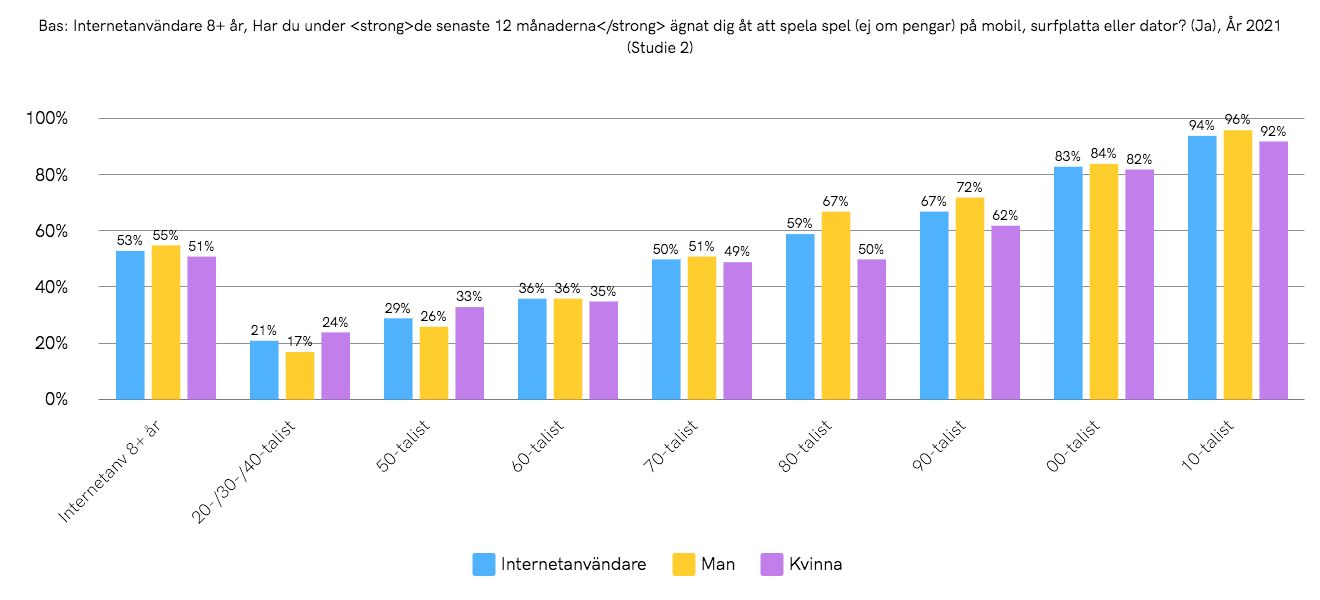
Andelen svenska internetanvändare som 2021 hade ägnat sig åt att spela nöjesspel (ej om pengar) online under det senaste året, uppdelat på kön och ålder. Siffror från Svenskarna och internet.

En svensk undersökning genomförd år 2021 visade att bland de svenska internetanvändarna hade 53 procent ägnat sig åt att spela nöjesspel (ej om pengar) under det senaste året. Bland de yngsta internetanvändarna, de födda under 2010-talet, hade nästan alla, 94 %, spelat nöjesspel på dator, mobil eller surfplatta under det senaste året. Det är något vanligare bland män än bland kvinnor att spela onlinespel, förutom bland internetanvändare födde på 1950-talet och äldre, då spelar fler kvinnor än män.